# EPrix de Long Beach 2015
GP précédent GP suivant
L'ePrix de Long Beach 2015 (2015 FIA Formula E Long Beach ePrix), disputé le 4 avril 2015 sur le circuit urbain de Long Beach, est la sixième manche de l'histoire du championnat de Formule E FIA. Il s'agit de la première édition de l'ePrix de Long Beach comptant pour le championnat de Formule E et de la sixième manche du championnat 2014-2015.

## Essais libres
En raison du chargement des batteries des monoplaces, trois séances d'essais libres de 25 minutes chacune sont organisées, au lieu de deux séances de 45 et 30 minutes habituellement.

### Première séance
| Pos. | Pilote           | Voiture         | Chrono         | Écart     |
| ---- | ---------------- | --------------- | -------------- | --------- |
| 1    | Nelsinho Piquet  | China Racing    | 59 s 723       |           |
| 2    | Bruno Senna      | Mahindra Racing | 59 s 977       | + 0 s 254 |
| 3    | Scott Speed      | Andretti        | 1 min 00 s 037 | + 0 s 314 |
| 4    | Jean-Éric Vergne | Andretti        | 1 min 00 s 074 | + 0 s 351 |
| 5    | Daniel Abt       | Audi Sport ABT  | 1 min 00 s 097 | + 0 s 374 |
| 6    | Sébastien Buemi  | e.dams-Renault  | 1 min 00 s 119 | + 0 s 396 |

### Deuxième séance
| Pos. | Pilote            | Voiture        | Chrono   | Écart     |
| ---- | ----------------- | -------------- | -------- | --------- |
| 1    | Lucas di Grassi   | Audi Sport ABT | 57 s 305 |           |
| 2    | Sébastien Buemi   | e.dams-Renault | 58 s 078 | + 0 s 773 |
| 3    | Nicolas Prost     | e.dams-Renault | 58 s 453 | + 1 s 148 |
| 4    | Stéphane Sarrazin | Venturi        | 58 s 454 | + 1 s 149 |
| 5    | Daniel Abt        | Audi Sport ABT | 58 s 613 | + 1 s 308 |
| 6    | Scott Speed       | Andretti       | 59 s 308 | + 2 s 003 |

### Troisième séance
| Pos. | Pilote                 | Voiture        | Chrono   | Écart     |
| ---- | ---------------------- | -------------- | -------- | --------- |
| 1    | Lucas di Grassi        | Audi Sport ABT | 57 s 293 |           |
| 2    | Jean-Éric Vergne       | Andretti       | 57 s 597 | + 0 s 304 |
| 3    | Nicolas Prost          | e.dams-Renault | 57 s 637 | + 0 s 344 |
| 4    | Nelsinho Piquet        | China Racing   | 57 s 675 | + 0 s 382 |
| 5    | Scott Speed            | Andretti       | 57 s 687 | + 0 s 394 |
| 6    | António Félix da Costa | Amlin Aguri    | 57 s 694 | + 0 s 401 |

## Qualifications
| Pos. | Pilote                 | Écurie          | Chrono         | Écart      | Grille |
| ---- | ---------------------- | --------------- | -------------- | ---------- | ------ |
| 1    | Daniel Abt             | Audi Sport ABT  | 56 s 937       |            | 1      |
| 2    | Nicolas Prost          | e.dams-Renault  | 56 s 944       | + 0 s 007  | 2      |
| 3    | Nelsinho Piquet        | China Racing    | 56 s 974       | + 0 s 037  | 3      |
| 4    | Lucas di Grassi        | Audi Sport ABT  | 57 s 083       | + 0 s 146  | 4      |
| 5    | Jean-Éric Vergne       | Andretti        | 57 s 106       | + 0 s 169  | 5      |
| 6    | Scott Speed            | Andretti        | 57 s 156       | + 0 s 219  | 6      |
| 7    | António Félix da Costa | Amlin Aguri     | 57 s 182       | + 0 s 245  | 7      |
| 8    | Jérôme d'Ambrosio      | Dragon Racing   | 57 s 184       | + 0 s 247  | 8      |
| 9    | Stéphane Sarrazin      | Venturi         | 57 s 261       | + 0 s 324  | 9      |
| 10   | Sébastien Buemi        | e.dams-Renault  | 57 s 288       | + 0 s 351  | 10     |
| 11   | Sam Bird               | Virgin Racing   | 57 s 304       | + 0 s 367  | 11     |
| 12   | Bruno Senna            | Mahindra Racing | 57 s 347       | + 0 s 410  | 12     |
| 13   | Jarno Trulli           | Trulli          | 57 s 417       | + 0 s 480  | 13     |
| 14   | Jaime Alguersuari      | Virgin Racing   | 57 s 449       | + 0 s 512  | 14     |
| 15   | Nick Heidfeld          | Venturi         | 57 s 508       | + 0 s 571  | 15     |
| 16   | Charles Pic            | China Racing    | 57 s 818       | + 0 s 881  | 16     |
| 17   | Loïc Duval             | Dragon Racing   | 57 s 905       | + 0 s 968  | 17     |
| 18   | Karun Chandhok         | Mahindra Racing | 57 s 21        | + 0 s 984  | 18     |
| 19   | Salvador Durán         | Amlin Aguri     | 57 s 950       | + 1 s 013  | 19     |
| 20   | Vitantonio Liuzzi      | Trulli          | 1 min 12 s 813 | + 15 s 876 | 20     |

## Course

### Classement
| Pos. | no | Pilote                 | Écurie          | Tours | Temps/Abandon   | Grille | Points |
| ---- | -- | ---------------------- | --------------- | ----- | --------------- | ------ | ------ |
| 1    | 99 | Nelsinho Piquet        | China Racing    | 39    | 46 min 01 s 971 | 3      | 25     |
| 2    | 27 | Jean-Éric Vergne       | Andretti        | 39    | + 1 s 705       | 5      | 18     |
| 3    | 11 | Lucas di Grassi        | Audi Sport ABT  | 39    | + 2 s 994       | 4      | 15     |
| 4    | 9  | Sébastien Buemi        | e.dams-Renault  | 39    | + 3 s 518       | 10     | 12     |
| 5    | 21 | Bruno Senna            | Mahindra Racing | 39    | + 8 s 844       | 12     | 10     |
| 6    | 7  | Jérôme d'Ambrosio      | Dragon Racing   | 39    | + 13 s 460      | 8      | 8      |
| 7    | 55 | António Félix da Costa | Amlin Aguri     | 39    | + 16 s 171      | 7      | 6      |
| 8    | 3  | Jaime Alguersuari      | Virgin Racing   | 39    | + 17 s 975      | 14     | 4      |
| 9    | 6  | Loïc Duval             | Dragon Racing   | 39    | +18 s 436       | 17     | 2      |
| 10   | 30 | Stéphane Sarrazin      | Venturi         | 39    | + 20 s 418      | 9      | 1      |
| 11   | 23 | Nick Heidfeld          | Venturi         | 39    | + 21 s 326      | 15     |        |
| 12   | 5  | Karun Chandhok         | Mahindra Racing | 39    | + 32 s 917      | 18     |        |
| 13   | 18 | Vitantonio Liuzzi      | Trulli          | 39    | + 38 s 592      | 20     |        |
| 14   | 8  | Nicolas Prost          | e.dams-Renault  | 39    | + 42 s 375      | 2      | 2      |
| 15   | 66 | Daniel Abt             | Audi Sport ABT  | 39    | + 44 s 361      | 1      | 3      |
| 16   | 88 | Charles Pic            | China Racing    | 39    | + 58 s 125      | 16     |        |
| Abd. | 77 | Salvador Durán         | Amlin Aguri     | 27    | Mécanique       | 19     |        |
| Abd. | 2  | Sam Bird               | Virgin Racing   | 22    | Suspension      | 11     |        |
| Abd. | 10 | Jarno Trulli           | Trulli          | 7     | Accrochage      | 13     |        |
| Abd. | 28 | Scott Speed            | Andretti        | 3     | Accident        | 6      |        |

- Nelsinho Piquet, Jean-Éric Vergne et Sam Bird ont été désignés par un vote en ligne pour obtenir le fanboost, qui leur permet de bénéficier de 25 kW supplémentaires pendant cinq secondes lors de la course[6].

### Pole position et record du tour
La pole position et le meilleur tour en course rapportent respectivement 3 points et 2 points.
- Pole position :  Daniel Abt (Audi Sport ABT) en 56 s 937.
- Meilleur tour en course :  Nicolas Prost (e.dams-Renault) en 58 s 973 au 34e tour.

### Tours en tête
- Nelsinho Piquet (China Racing) : 38 tours (1-22 ; 24-39)
- Bruno Senna (Mahindra Racing) : 1 tour (23)

## Classements généraux à l'issue de la course
| Pos. | Pilote                 | Points |
| ---- | ---------------------- | ------ |
| 1    | Lucas di Grassi        | 75     |
| 2    | Nelsinho Piquet        | 74     |
| 3    | Nicolas Prost          | 69     |
| 4    | Sébastien Buemi        | 55     |
| 5    | Sam Bird               | 52     |
| 6    | António Félix da Costa | 43     |
| 7    | Jérôme d'Ambrosio      | 42     |
| 8    | Jean-Éric Vergne       | 32     |
| 9    | Jaime Alguersuari      | 30     |
| 10   | Bruno Senna            | 28     |
| 11   | Daniel Abt             | 22     |
| 12   | Franck Montagny        | 18     |
| 13   | Scott Speed            | 18     |
| 14   | Karun Chandhok         | 18     |
| 15   | Oriol Servià           | 16     |
| 16   | Jarno Trulli           | 12     |
| 17   | Charles Pic            | 12     |
| 18   | Loïc Duval             | 8      |
| 19   | Nick Heidfeld          | 5      |
| 20   | Stéphane Sarrazin      | 4      |
| 21   | Takuma Satō            | 2      |
| 22   | Salvador Durán         | 1      |

| Pos. | Écurie                 | Points |
| ---- | ---------------------- | ------ |
| 1    | e.dams-Renault         | 124    |
| 2    | Audi Sport ABT         | 97     |
| 3    | Virgin Racing          | 82     |
| 4    | Andretti Autosport     | 80     |
| 5    | China Racing           | 74     |
| 6    | Dragon Racing          | 66     |
| 7    | Amlin Aguri            | 46     |
| 8    | Mahindra Racing        | 46     |
| 9    | Trulli Formula E Team  | 12     |
| 10   | Venturi Formula E Team | 9      |